# Кодрон G.4
Кодрон G.4 (фр. Caudron G.4) је француски двокрилни двомоторни авион са два члана посаде који се користио као бомбардер у току Првог светског рата. Уведен је у наоружање 1915. године а производио се у Француској и Кодроновој филијали у Великој Британији а по лиценци у Италији..

## Пројектовање и развој
Кодрон G.4 је био двомоторна варијанта авиона Кодрон G.3, кога су пројектовали браћа René и Gaston Caudron као побољшање њиховог претходног једномоторог авиона. Први пут је полетео марта месеца 1915. године.

## Технички опис
Кодрон G.4 је двомоторни двокрилац дрвене конструкције са неједнаким крилима. Авион је био опремљен са два мотора најчешће, ротативни мотор Le Rhône C 9, ваздухом хлађени звездасти мотор снаге 60 kW или радијални звездасти мотор ваздухом хлађен Anzani 10 снаге од 75 kW. Авион је био наоружан са 1 или 2 митраљеза Викерс или Левис калибра 7,7mm и 100 kg слободно падајућих бомби.

### Варијанте авиона Кодрон G.4
Авиони из фамилије Кодрон G.4 су се међусобно веома мало разликовали то су у ствари била прилагођавања основног типа G.4 разним потребама и варијације са различитим моторима.
- A.2 - извиђачка верзија овог авиона опремљена радио уређајем
- B.2 - бомбардерска верзија овог авиона могла је да понесе 100 kg бомби
- E.2 - школски авион са дуплим командама
- G.4 IB - оклопљена бомбардерска верзија овог авиона

## Земље које су користиле овај авион
| - Белгија - Колумбија - Француска - Финска - Италија - Србија - Португалија | - Румунија - Русија - Велика Британија - САД - Венецуела - СССР |

## Оперативно коришћење
Авион Кодрон G.4 се производио у Француској Италији и Великој Британији. У Француској је произведено укупно 1.358 примерака, у Италији у фирми АЕР је направљено додатних 51 примерак, а у британској филијали Кодрона производено је 12 авиона Кодрон G.4.
Кодрон G.4 је ушао у оперативну службу у француско ратно ваздухопловство новембра месца 1915. То је био први двомотором авиона у служби РВФ. Кодрон G.4 је коришћен за бомбардовања дубоко иза линије фронта, користили су се за напад на циљеве до Рајне. Повећање губитака довели су до његовог повлачења из мисија дневног бомбардовања у јесен 1916.
Британска Поморска авијација (РНК) је користила G.4 као бомбардере, за нападе на немачке базе у Белгији. На крају је замењен у РНК авионима Хандли Паге (100 авиона) у јесен 1917. године. Италијански Кодрон G.4 се показао успешним за борбу у планинским фронтовима у Алпима, где је његов високи плафон лета дошао до пуног изражаја и показао се веома корисним. G.4 је такође користио на источном фронту у ваздухопловству Царске Русије за потребе извиђања. Финско ваздухопловство је купило један G.4 као и два G.3с авиона 26. априла 1923. године. G.4 је коришћен као санитетским авионом у 1923.

### Авион Кодрон G.4 у Краљевини Србији
Авион Кодрон G.4 је био први двомоторни авион на коме су летели наши пилоти од формирања ваздухопловства у Србији. Користио се на Солунском фронту за разне задатке извиђања и бомбардовања.